# Werner Jobst
Werner Jobst (* 12. Januar 1945 in Tschachoritsch) ist ein österreichischer Klassischer Archäologe.

## Leben
Von 1963 bis 1969 studierte Werner Jobst Klassische Archäologie und Klassische Philologie an den Universitäten Wien und München. Nach der Promotion 1969 zum Dr. phil. war er von 1969 bis 1970 Vertragsassistent am Österreichischen Archäologischen Institut. Von 1970 bis 1977 war er Universitätsassistent am Institut für Klassische Archäologie der Universität Wien. Nach der Habilitation 1976 für das Fach Klassische Archäologie war Werner Jobst von 1977 bis 1985 Oberassistent am Österreichischen Archäologischen Institut und lehrte an den Universitäten Wien, Salzburg und Graz als Universitätsdozent. 1985 wurde er zum außerordentlicher Universitätsprofessor ernannt. Von 1986 bis zu seinem Ruhestand 2010 war er Landesarchäologe von Niederösterreich und Leiter des Museum Carnuntinum. Seit 2004 war er daneben ordentlicher Professor für Klassische Archäologie an der Geisteswissenschaftlichen Fakultät der Universität Trnava/Slowakei und Mitherausgeber der Zeitschrift ANODOS. 
Seit 1964 nahm er an Ausgrabungen in Österreich und im Ausland teil (Magdalensberg, Salzburg, Carnuntum, Ephesos, Erythrai, Konstantinopel) und leitete verschiedene Grabungs- und Forschungsprojekte (Carnuntum, Salzburg, Ephesos, Erythrai, Konstantinopel). Seine Forschungsschwerpunkte sind in geographischer Hinsicht die Landschaften Anatolien, Noricum und Pannonien, besonders die Städte Ephesos, Konstantinopel (Kaiserpalastmosaiken) und  Carnuntum. An archäologischen Funden und Befunden befasst er sich schwerpunktmäßig mit antiken Fibeln und Mosaiken sowie mit römischen Kulten und Heiligtümern. Darüber hinaus befasst sich Jobst mit Themen der archäologischen Denkmalpflege, der Präsentation archäologischer Stätten und der Museologie.

## Auszeichnungen
- 1974: Theodor Körner Stiftungspreis
- 1974: korrespondierendes Mitglied des Deutschen Archäologischen Instituts
- 1975: Kulturpreis des Landes Oberösterreich für Wissenschaft
- 1978: SANDOZ-Forschungspreis
- 1982: Förderungspreis des Landes Salzburg
- 1982: Förderungspreis für Wissenschaft der Stadt Wien
- 1983: Anerkennungspreis des Landes Niederösterreich
- 1991: korrespondierendes Mitglied der Österreichischen Akademie der Wissenschaften
- 1995: Ehrenring der Marktgemeinde Bad Deutsch Altenburg
- 1995: Ernennung zum „Wirklichen Hofrat“ der Niederösterreichischen Landesregierung
- 1998: wirkliches Mitglied des Österreichischen Archäologischen Instituts

## Schriften (Auswahl)
- Die Höhle im griechischen Theater des 5. und 4. Jahrhunderts v. Chr. Eine Untersuchung zur Inszenierung klassischer Dramen (= Österreichische Akademie der Wissenschaften, Philosophisch-Historische Klasse, Sitzungsberichte 268. Band), 2. Abhandlung Verlag der Österreichischen Akademie der Wissenschaften, Wien 1970, ISBN 3 205 03640 9 (Dissertation).
- Die römischen Fibeln aus Lauriacum (= Forschungen in Lauriacum Band 10). Linz 1975.
- Römische Mosaiken aus Ephesos I. Die Hanghäuser des Embolos (= Forschungen in Ephesos VIII 2). Verlag der Österreichischen Akademie der Wissenschaften, Wien 1977, ISBN 3-7001-0225-9.
- Römische Mosaiken in Salzburg. Wien 1982, ISBN 3-215-04506-0.
- Provinzhauptstadt Carnuntum. Österreichs größte archäologische Landschaft. Wien 1983, ISBN 3-215-04441-2.
- Antike Mosaikkunst in Österreich. Wien 1985, ISBN 3-215-04442-0.
- Archäologischer Park Carnuntum. Wien 1989, ISBN 3-85460-008-9.
- (Hrsg.): Neue Forschungen und Restaurierungen im byzantinischen Kaiserpalast von Istanbul. Akten der Internationalen Fachtagung vom 6.–8. November 1991 in Istanbul. Verlag der Österreichischen Akademie der Wissenschaften, Wien 1999, ISBN 3-7001-2475-9
- Das Heidentor von Carnuntum. Ein spätantikes Triumphalmonument am Donaulimes. Verlag der Österreichischen Akademie der Wissenschaften, Wien 2001, ISBN 3-7001-2973-4.
- Das Heiligtum des Jupiter Optimus Maximus auf dem Pfaffenberg/Carnuntum. Ausgrabungen und Funde im Spannungsfeld der Interessen (= Der römische Limes in Österreich Band 41/3). Verlag der Österreichischen Akademie der Wissenschaften, Wien 2021, ISBN 978-3-7001-8399-0.